# 丸善 (食品メーカー)
株式会社丸善（まるぜん、英: MARUZEN CO., LTD.）は、東京都台東区上野に本社をおく食品加工メーカー。1945年、創業。「チーかま」「ホモソーセージ」の製造元である。

## 事業
同社では下記のような製品を製造、販売している。
魚肉練り製品魚肉ソーセージ、ハム、ハンバーグ、ケーシング詰め蒲鉾など
レトルト食品おでん、もつ煮込など

## 主な商品
チーかまチーズ入り蒲鉾をケーシングに詰めたもの。ドイツのソーセージに関する文献に「ソーセージにチーズを入れたものがある」ことを知り、これをかまぼこに応用できないかと開発したのがチーかまである。発売開始は1968年。当初は「おらが幸」という商品名であった。
『チーかま』は丸善の登録商標である。（商標登録番号・第1231194号）
ホモソーセージ魚肉ソーセージ。「ホモ」という商品名は、よく牛乳のパッケージに書かれる英語の「homogenized」（均質化された）に由来する。
レトルトおでんおでんの残った出汁で雑炊が楽しめる商品も有る。
『BIGソーセージ』などの混合ソーセージ類鶏肉・豚肉を配合した魚肉のソーセージ。黒胡椒等のスパイス類も材料に含まれているため、黒い斑点のようなものがついている（害はない）。

## 沿革
（この節の出典）
- 1945年9月 - 東京都台東区上野に丸善商店が設立される。
- 1947年1月 - 東京都江東区三好に水産加工食品工場を設ける。
- 1954年10月 - 「ホモソーセージ」の販売を開始。
- 1956年4月 - 丸善商店から独立し、株式会社丸善が設立される。
- 1961年7月 - 埼玉県越谷市に埼玉工場が完成。
- 1968年 - 「チーかま」の前身商品である「おらが幸」の販売を開始。
- 1970年12月 - 「チーかま」の販売を開始。
- 1973年11月 - 本社新社屋が完成。
- 1992年1月 - 茨城県西茨城郡友部町（現在の笠間市）に茨城工場が完成。
- 1999年12月 - 茨城県東茨城郡美野里町（現在の小美玉市）に美野里工場が完成。
- 2019年10月31日 - 11月13日が「チーかまの日」として日本記念日協会に認定される。